# Serena Bianchi
Serena Bianchi (Savona, 15 de junio de 1974) es una deportista italiana que compitió en natación sincronizada. Ganó cinco medallas en el Campeonato Europeo de Natación entre los años 1995 y 2000.

## Palmarés internacional
| Campeonato Europeo | Campeonato Europeo   | Campeonato Europeo | Campeonato Europeo |
| Año                | Lugar                | Medalla            | Prueba             |
| ------------------ | -------------------- | ------------------ | ------------------ |
| 1995               | Viena (Austria)      | Medalla de bronce  | Equipo             |
| 1997               | Sevilla (España)     | Medalla de bronce  | Dúo                |
| 1997               | Sevilla (España)     | Medalla de bronce  | Equipo             |
| 1999               | Estambul (Turquía)   | Medalla de bronce  | Equipo             |
| 2000               | Helsinki (Finlandia) | Medalla de plata   | Equipo             |